# Victor Horsley
Victor Alexander Haden Horsley, född 14 april 1857, död 16 juni 1916, var en brittisk kirurg och fysiolog.
Horsley var framför alla pionjären för kirurgisk behandling av nervsystemets tumörer och utförde vid National hopital for the paralyzed and epileptic i London ett banbrytande arbete. Den första exstirpationen av en ryggmärgstumör gjordes här av Horsley 1887. Horsley visade 1884 experimentellt, att avlägsnandet av sköldkörtelns framkalla myxödem. Horsley var även en förkämpa för sjukförsäkring, folknykterhet, kvinnlig rösträtt med mera.
Enligt artikel i DN 28/10 1891 assisterade dr Horsley dr Emil Perman vid operation i Stockholm den 26/10.